# Ісландський лишайник

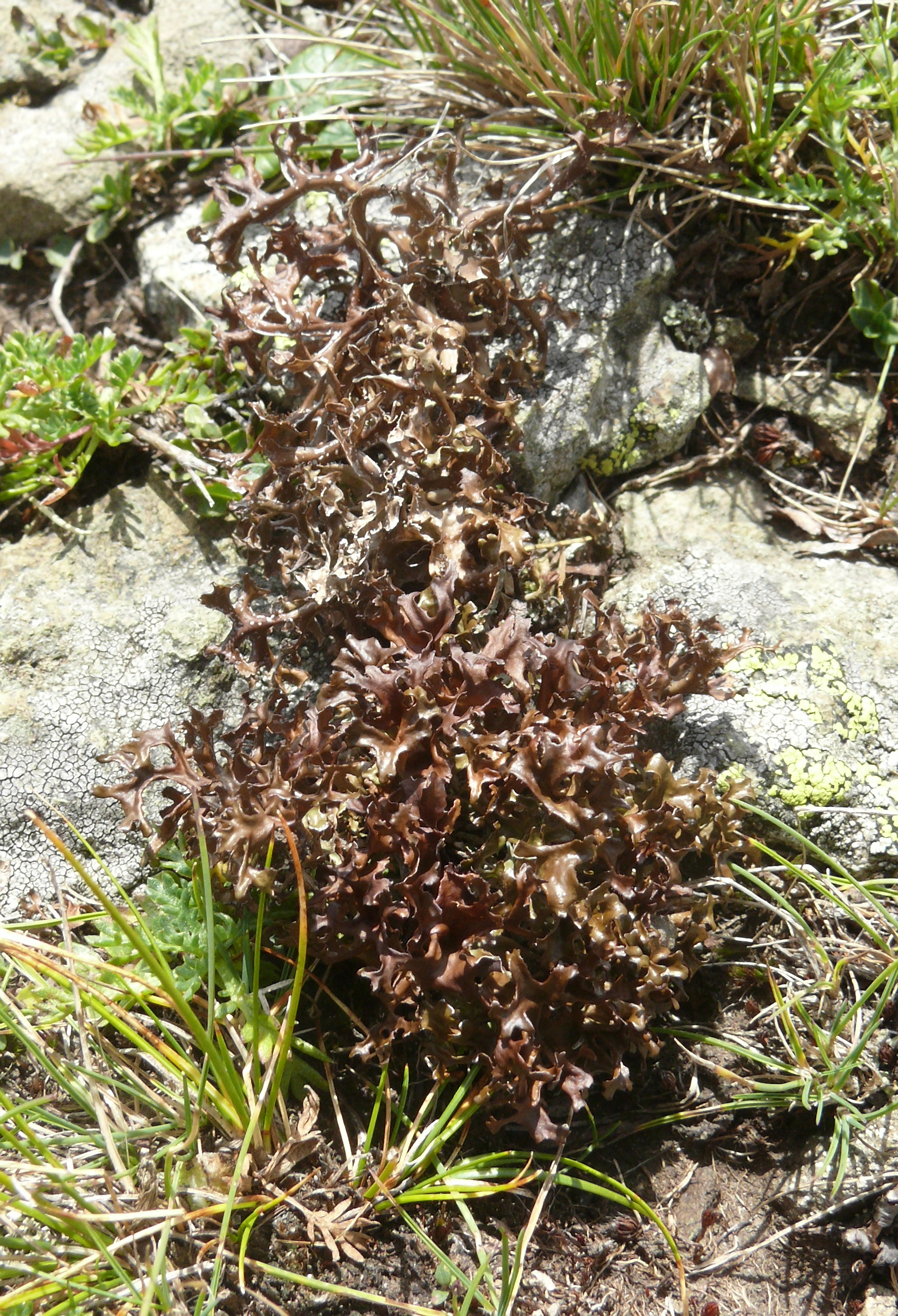
Цетрарія ісландська

"Ісландський мох", цетра́рія ісла́ндська, ісла́ндський лиша́йник, легкове́ць (лат. Cetraria islandica (L.) Ach.) — вид листовидно-кущових лишайників родини пармелієвих (Parmeliaceae) заввишки до 10—15 см.
Він утворює дернівник, а іноді і суцільний хрусткий килим, що складається з кучерявих кущиків з коричневими стрічкоподібними лопатями з білою підкладкою. Лишайники ростуть дуже повільно, збільшуючись в рік на 3 — 5 міліметрів. Кущик в 10 сантиметрів має від народження тридцять років.

## Морфологічна характеристика
Цетрарія ісландська або "ісландський мох" – Cetraria islandica. Слань має вигляд білувато- або зеленкувато-коричневих кущиків, що складаються з плоских, коритовидно згорнутих лопатей до 10 см заввишки та 0,5-4 см завширшки. Знизу лопаті червонуваті. Їх краï зазвичай з війками. Від КОН слань жовтіє. Зрідка на ній розвиваються соредії та ізидії. Апотеції також трапляються зрідка – вони розташовуються на краях або на верхівках розширених лопатей, і забарвлені так само, як слань. Росте на ґрунті в соснових лісах, на болотах серед мохів. В Ісландії та інших північних країнах цетрарію ісландську після спеціальної обробки використовують як домішку до борошна при випіканні хліба. У народній медицині відвари "ісландського моху" використовують як стимулюючий засіб для підвищення загального тонусу організму. Входить у раціон північних оленів.

## Екологічна приуроченість
Це гірський піщано-лісовий лишайник. Росте на бідних ґрунтах, на відкритих і напіввідкритих місцях.

## Поширення
Найбільш поширений цей лишайник у високогір'ї, серед трав'яних або чагарникових рослин (на гірських хребтах Чорногори, в Гуцульських Альпах, Горганах, на Боржавських полонинах). Останніми роками зменшуються площі  через інтенсивне збирання заготівельниками.

## Хімічний склад
"Ісландський мох" містить розчинний крохмаль (ліхенін, що при гідролізі дає глюкозу, розчиняється в гарячій воді, від йоду не синіє) 44 відсотки і цукру — 3 відсотки. Містить до 70% вуглеводів, цетрарин, фумарпротоцен-трарову, аскорбінову, фолієву, фумарову та інші кислоти, камедь, цукри, досить багато йоду і бору, антибіотики — протоліхестеринову та уснінову кислоти, мінеральні солі.

## Застосування

### У харчуванні[1]
У північних країнах ним харчуються не тільки олені, а й люди. Перш ніж вживати лишайник в їжу, необхідно видалити з нього гіркі речовини. Для цього його вимочують у воді з содою або поташем протягом доби. На 1 літр води кладуть 5 грамів соди або поташу. Якщо соди немає, її може замінити луг, що виготовляється з золи. Луг отримують, розчиняючи 50 грамів золи в 1 літрі води. Для вимочування 1 кілограма лишайника необхідно 8 літрів лугу, розведеного 16 літрах води.
Лишайник, вимочений протягом доби в розчині соди або лугу, промивають у воді й залишають стояти ще добу залитим чистою водою. Потім рослину висушують і подрібнюють на борошно, яке додають до житнього борошна при випічці хліба.
Подрібнений лишайник, прокип'ячений протягом однієї-двох годин, розварюється, перетворюючись на драглисту масу зі слабким грибним запахом. Якщо таку масу процідити, то можна отримати «холодець» чи «желе». Розварений лишайник цілком замінює желатин, тільки він непрозорий.
У Швеції з крохмалю лишайника одержують патоку, цукор і спирт.

### У медицині
З лікувальною метою використовують всю слань лишайника (Lichen islandicus), яка містить в собі понад 70% вуглеводів, серед яких найбільшу питому вагу займає лишайниковий крохмаль (ліхенін), а також кристалічні гіркі речовини — центрарин, фумарову та інші кислоти, камедь, цукор, досить багато йоду і бору, антибіотики — протоліхестеринову та уснінову кислоти, які вбивають туберкульозні бактерії.
Для одержання крохмалю слань лишайника кладуть у кип'ячу воду й охолоджують.
Близько двохсот років тому лишайник широко використовувався ісландцями. Його давали виснаженим хворим як харчувальний засіб і для регулювання діяльності шлунково-кишкового тракту. Ісландський мох діє обволікаюче на слизові оболонки, а тому його п'ють при розладі кишечника, атонії шлунка, хронічних запорах, відсутності апетиту і захворюваннях легень.
Відвар ісландського моху при охолодженні дає густу слизисту масу, яка має драглистий вигляд. На заварку беруть 2 чайні ложки на 2 склянки холодної води, доводять до кипіння, охолоджують і п'ють протягом дня ковтками. Або 20—50 г сировини обливають 3/4 л кип'ятку і варять півгодини; одержаний відвар п'ють протягом дня.
З лишайників готують препарат бінан (натрієва сіль уснінової кислоти), який застосовують як зовнішнє при гнійних ранах і опіках (А. Ф. Гаммерман та ін., 1963).

## Заготівля
Ісландський мох збирають цілорічно. Очищають від сторонніх домішок і сушать на відкритому повітрі. Взимку його викопують з-під снігу..